# 東経38度線
東経38度線（とうけい38どせん）は、本初子午線面から東へ38度の角度を成す経線である。北極点から北極海、ヨーロッパ、アジア、アフリカ、インド洋、南極海、南極大陸を通過して南極点までを結ぶ。
東経38度線は、西経142度線と共に大円を形成する。

## 通過する地域一覧
東経38度線は、北極点から南極点まで南に向かって以下の場所を通っている。
| 地理座標                                             | 国土・領土・領海 | 備考                                                        |
| ---------------------------------------------------- | ---------------- | ----------------------------------------------------------- |
| 北緯90度0分 東経38度0分 / 北緯90.000度 東経38.000度  | 北極海           |                                                             |
| 北緯80度23分 東経38度0分 / 北緯80.383度 東経38.000度 | バレンツ海       |                                                             |
| 北緯68度33分 東経38度0分 / 北緯68.550度 東経38.000度 | ロシア           | コラ半島                                                    |
| 北緯66度4分 東経38度0分 / 北緯66.067度 東経38.000度  | 白海             |                                                             |
| 北緯64度52分 東経38度0分 / 北緯64.867度 東経38.000度 | ロシア           | オネガ半島                                                  |
| 北緯64度8分 東経38度0分 / 北緯64.133度 東経38.000度  | 白海             | オネガ湾                                                    |
| 北緯63度55分 東経38度0分 / 北緯63.917度 東経38.000度 | ロシア           | モスクワのすぐ東を通過                                      |
| 北緯49度58分 東経38度0分 / 北緯49.967度 東経38.000度 | ウクライナ       |                                                             |
| 北緯47度6分 東経38度0分 / 北緯47.100度 東経38.000度  | アゾフ海         | タガンログ湾                                                |
| 北緯46度38分 東経38度0分 / 北緯46.633度 東経38.000度 | ロシア           |                                                             |
| 北緯46度24分 東経38度0分 / 北緯46.400度 東経38.000度 | アゾフ海         |                                                             |
| 北緯46度2分 東経38度0分 / 北緯46.033度 東経38.000度  | ロシア           |                                                             |
| 北緯44度34分 東経38度0分 / 北緯44.567度 東経38.000度 | 黒海             |                                                             |
| 北緯40度59分 東経38度0分 / 北緯40.983度 東経38.000度 | トルコ           |                                                             |
| 北緯36度48分 東経38度0分 / 北緯36.800度 東経38.000度 | シリア           |                                                             |
| 北緯32度57分 東経38度0分 / 北緯32.950度 東経38.000度 | ヨルダン         |                                                             |
| 北緯31度44分 東経38度0分 / 北緯31.733度 東経38.000度 | サウジアラビア   |                                                             |
| 北緯34度6分 東経38度0分 / 北緯34.100度 東経38.000度  | 紅海             |                                                             |
| 北緯18度47分 東経38度0分 / 北緯18.783度 東経38.000度 | スーダン         | タラタラ島（英語版）                                        |
| 北緯18度46分 東経38度0分 / 北緯18.767度 東経38.000度 | 紅海             |                                                             |
| 北緯18度29分 東経38度0分 / 北緯18.483度 東経38.000度 | スーダン         |                                                             |
| 北緯17度33分 東経38度0分 / 北緯17.550度 東経38.000度 | エリトリア       |                                                             |
| 北緯14度46分 東経38度0分 / 北緯14.767度 東経38.000度 | エチオピア       |                                                             |
| 北緯3度44分 東経38度0分 / 北緯3.733度 東経38.000度   | ケニア           |                                                             |
| 南緯3度49分 東経38度0分 / 南緯3.817度 東経38.000度   | タンザニア       |                                                             |
| 南緯11度17分 東経38度0分 / 南緯11.283度 東経38.000度 | モザンビーク     |                                                             |
| 南緯17度20分 東経38度0分 / 南緯17.333度 東経38.000度 | インド洋         | プリンス・エドワード諸島（ 南アフリカ共和国）のすぐ東を通過 |
| 南緯60度0分 東経38度0分 / 南緯60.000度 東経38.000度  | 南極海           |                                                             |
| 南緯69度47分 東経38度0分 / 南緯69.783度 東経38.000度 | 南極大陸         | ドローニング・モード・ランド（ ノルウェーが領有権を主張）   |